# Мамула (острво)
Мамула (колоквијални назив за острво Ластавица, а раније и Велика Жањица) је мало острво у Јадранском мору, у Црној Гори, на улазу у Боку. Налази се у херцегновском делу залива, између полуострва Луштица и Превлака, 3,4 наутичке миље удаљено од Херцег Новог. Кружног је облика, пречника 200 метара.
Око 80% површине острва заузима тврђава, коју је средином 19. века изградио аустроугарски генерал Лазар Мамула. Током оба светска рата тврђава је служила као злогласни затвор познат по окрутности. Иако га је изградила аустроугарска војска, она га никада није користила у војне сврхе. О концентрационом логору, у коме је за време Другог светског рата, био заточен већи број лица српског порекла са подручја Босне и Херцеговине, Хрватске и Црне Горе, говори и филм Кампо Мамула из 1959. године, режисера Велимира Стојановића.
Данас тврђава пропада, а ниједан пројекат оживљавања ове потенцијалне туристичке атракције до сада није спроведен у дело. Мамула је обавезна дестинација за једнодневне излете туристичким бродићима из Херцег Новог и околних места.